# Couvent des Saintes-Sœurs à Bač
Le couvent des Saintes-Sœurs à Bač (en serbe cyrillique : Самостан часних сестара у Бачу ; en serbe latin : Samostan časnih sestara u Baču) est un couvent situé à Bač, dans la province de Voïvodine et dans le district de Bačka méridionale, en Serbie. Il est inscrit sur la liste des monuments de grande importance de la république de Serbie (identifiant no SK 1193).